# Xã Glendale, Quận Hand, South Dakota
Xã Glendale (tiếng Anh: Glendale Township) là một xã thuộc quận Hand, tiểu bang Nam Dakota, Hoa Kỳ. Năm 2010, dân số của xã này là 11 người.